# Ярославка (Черниговская область)
Яросла́вка (укр. Ярославка) — село в Бобровицком районе Черниговской области (Украина). Расположено на реке Басанка.

## История
Село было основано в 1196 году. Название села происходит от имени его основателя — черниговского князя Ярослава Всеволодовича, правившего в 1177-1198 годах.
К началу XVIII в. Ярославка входило в состав Бобровицкой сотни Киевского полка и была собственностью гетманов. В 1713 году гетман Скоропадский отдал село Киево-Выдубицкому монастырю. Здесь была создана «экономия» с фруктовыми садами, прудом, водяной мельницей и винокурней.
В 1738 году в Ярославке появился самозванец, выдававший себя за сына Петра I Алексея Петровича. Им оказался работник басанского сотника Климовича С. Самозванца поддерживал местный священник Гавриил Могила.
В конце XVIII века село вошло в состав Козелецкого уезда Черниговской губернии.
На территории села находятся остатки поселения «Княжье подворье» (XII-XIII в.). Вблизи села Ярославка обнаружены курганы II-I тысячелетия до н.э.

## Население
По данным переписи 2006 года в селе Ярославка проживало 936 человек.
В начале 1740-х г.г. в Ярославке в семье священника Покровской церкви Трофима Слодницкого родился виднейший русский юрист и писатель-моралист Владимир Золотницкий.
Уроженцами села также являются:
- Шевенок Д. Я. - Герой Советского Союза;
- Крамаренко Б. С. - кавалер трех орденов Славы.